# Чигирин-Діброва
Чигирин-Діброва (Чигирин-Дубрава) — історичне місто. Розташовувалось у гирлі Сули, нині затоплене водами Кременчуцького водосховища.

## Історія
Засноване на початку XVII століття (1611?), згодом увійшло до складу так званої Вишневеччини (1636 Ярема Вишневецький надав місту магдебурзьке право за зразком Лубен). На землі Чигирин-Діброви претендував також Пивогірський монастир (Пивгородський) (філія Київського Миколаївського Пустинного монастиря), тому саме він виграв з початком Козацької революції середини XVII століття.
Відтак, лише за часів Руїни Чигирин-Діброва стає окремим сотенним центром (перша згадка 1672), на зверхність над яким претендують Чигиринський і Лубенський полки.
У 1649 р. містечко Чигирин-Діброва входило до території Жовнинської сотні Чигиринського полку. Як окремий військово-адміністративний підрозділ сотня утворена 1661 року (перша згадка Чигирин-Дібровської сотні 1672) у складі новоствореного Кременчуцького полку (1661—1666). До кінця гетьманства П.Дорошенка (1676 рік) Чигиринський полк намагався повернути собі зверхність над лівобережними сотнями, але десь від 1667 року і до ліквідації у 1782 році Чигирин-Дібровська сотня перебувала у складі Лубенського полку. По Чигиринських війнах 1677-78 містечко дало прихисток чималій групі емігрантів зі зруйнованої Чигиринщини.
Наприкінці XVII століття Чигирин-Діброва лишалась важливим прикордонним пунктом Гетьманщини, «столицею» компанійського полку Іллі Новицького. У XVIII столітті підупадає (1731 Пивогірський монастир частково поновив стару юрисдикцію над Чигирин-Дібровою, містечко також потерпає через повені та річкові наноси). За ревізіями у 1769 р. значаться дві Чигирин-Дібровські сотні. Після скасування сотні її територія увійшла до Городиського повіту (Градизький повіт) Київського намісництва. Після ліквідації Гетьманщини Чигирин-Діброва втрачає своє значення.
1900 року містечко має лише 1099 жителів (імовірно через поділ на Чигирин-Діброву та Морозівку). 1959, у зв'язку із будівництвом Кременчуцької ГЕС, Чигирин-Діброва потрапила до зони затоплення. Населення переведено до давнього чигириндібровського виселка — села Мозоліївка (Глобинський район Полтавської області).

## Населення
- 1885 — 1250[1]
- 1900 — 1099